# Kwas angelikowy
Kwas angelikowy – organiczny związek chemiczny z grupy kwasów karboksylowych. Nazwa pochodzi od anielskiego ziela, z którego korzeni został wyekstrahowany. Jest izomerem cis kwasu tyglowego.